# 青木健 (経済学者)
青木 健（あおき たけし、1941年9月2日 - 2009年11月30日）は、日本の経済学者。専攻はアジア経済論、開発経済学。杏林大学教授、平和祈念事業特別基金理事長などを歴任した。

## 来歴
1941年9月、東京に生まれる。1966年3月に早稲田大学第一政治経済学部を卒業し、翌4月には東西貿易株式会社に入社。1967年10月日本貿易振興機構（ジェトロ）に入会し、西ドイツやマレーシアに派遣される。1992年『太平洋成長のトライアングル―日本・米国・アジアNICs間の構造調整』によって九州大学より博士（経済学）を取得。1993年には杏林大学大学院国際協力研究科開設に伴って、同研究科および社会科学部の教授に就任する。2007年1月からは平和祈念事業特別基金理事長を務め、恩給欠格者や戦後強制抑留者等への各種事業の推進に尽力する。同年3月に杏林大学を定年退職し、翌4月より同大学で客員教授を務めていた。
2009年11月30日朝、心筋梗塞により死去。68歳没。
『杏林社会科学研究』第26巻2・3合併号は青木の追悼号となった。松田和晃による巻頭言や編集後記において、青木の人柄と人徳が繰り返し言及されている。巻頭言では青木に「癒し系」との評が立ったことがあることが明かされている。

## 著書

### 単著
- 『戦後世界貿易の発展と構造変化』谷沢書房 1983
- 『太平洋の世紀と日本 成長トライアングルの形成』 1985 有斐閣選書
- 『太平洋成長のトライアングル 日本・米国・アジアNICs間の構造調整』日本評論社 1987
- 『マレーシア経済入門 90年代にNICs入りか』日本評論社 1990
- 『アジア太平洋経済の成熟 日本とアジア太平洋地域のネットワーク形成』勁草書房 1991
- 『輸出志向工業化戦略 マレーシアにみるその光と陰』日本貿易振興会 1993
- 『アジア太平洋経済圏の生成 その動態と統合メカニズムの解明』中央経済社 1994
- 『マレーシア経済入門 2020年に先進国入りを目指す』第2版日本評論社 1998
- 『アジア経済持続的成長の途』日本評論社 2000
- 『変貌する太平洋成長のトライアングル』日本評論社, 2005
- 『貿易からみる「アジアのなかの日本」 自分の居場所を探る』日本経済評論社, 2006

### 共編著
- 『アジア新経済地図の読み方 その活力の源泉と日本の課題』渡辺利夫共著 PHP研究所, 1991
- 『ASEAN躍動の経済』 大西健夫共編. 早稲田大学出版部 1995 Waseda libri mundi
- 『検証/APEC アジア太平洋の新しい地域主義』馬田啓一共編著. 日本評論社 1995
- 『日米経済関係 新たな枠組みと日本の選択』馬田啓一共編著 勁草書房 1996
- 『日本企業と直接投資 対アジア投資の新たな課題』馬田啓一共編著. 勁草書房 1997
- 『WTOとアジアの経済発展』馬田啓一共編著 東洋経済新報社 1998
- 『地域統合の経済学』馬田啓一共編著 勁草書房 1999
- 『ポスト通貨危機の経済学 アジアの新しい経済秩序』馬田啓一共編著 勁草書房 2000
- 『AFTA(ASEAN自由貿易地域) ASEAN経済統合の実状と展望』編著 ジェトロ, 2001
- 『経済検証/グローバリゼーション グローバル化する世界経済の現状と課題』馬田啓一共編著 文眞堂 2001
- 『日本の通商政策入門』馬田啓一共編 東洋経済新報社, 2002
- 『政策提言・日本の対アジア経済政策 新たな経済関係の構築に向けて』馬田啓一共編著 日本評論社 2004
- 『日米経済関係論 米国の通商戦略と日本』馬田啓一共編著 勁草書房 2006
- 『貿易・開発と環境問題 国際環境政策の焦点』馬田啓一共編著 文眞堂 2008
- 『グローバリゼーションと日本経済』馬田啓一共編著 文眞堂 2010
- 『グローバル金融危機と世界経済の新秩序』馬田啓一共編著 日本評論社 2010